# Spoorlijn 50A
Spoorlijn 50A is een Belgische spoorlijn die Brussel met Oostende verbindt. De spoorlijn is 114,3 km lang. Spoorlijn 50C zijn de twee sporen aan weerszijden van lijn 50A tussen Brussel-Zuid en Denderleeuw. 
Spoorlijn 50D zijn de sporen aan weerszijden van lijn 50A tussen Gent en Brugge.
Het deel van de spoorlijn tussen Brussel en Gent werd officieus ook wel HSL-0 genoemd, aangezien deze geen enkele overweg, kruisingsvrije aansluitingen met oude lijnen en een bijna rechtlijnig tracé heeft. Dit maakt het eigenlijk tot de eerste "hogesnelheidslijn" ter wereld en de enige die is aangelegd voor de Tweede Wereldoorlog.
Tussen Aalter en Gent wordt aangrenzend fietssnelweg F6 aangelegd, en tussen Denderleeuw en Neerpede fietssnelweg F209.

## Geschiedenis
Spoorlijn 50A is in meerdere fases gebouwd. In 1838 is het traject tussen Gent en Oostende aangelegd ter verlenging van spoorlijn 50 uit Brussel. Op 12 augustus 1838 werd het baanvak Gent - Brugge geopend, het baanvak Brugge - Oostende op 28 augustus 1838. Treinreizigers konden dan naar Engeland via de Oostende-Doverlijn die sinds 1834 vier vaarten per week naar Dover organiseerden.
Na de Eerste Wereldoorlog werd het snelle traject tussen Brussel en Gent aangelegd, dat vooral dient om spoorlijn 50 te ontlasten. Op 1 juni 1923 werd het baanvak Denderleeuw - Gent geopend en op 1 mei 1933 het baanvak Brussel-Zuid - Denderleeuw.
Op 27 februari 1954 was het baanvak Brussel - Gent geëlektrificeerd en het baanvak Gent - Oostende op 26 juni 1954.
Tussen Oostende en Brugge zijn alle tussenliggende stations gesloten tussen 1984 en 1994.

## Technische kenmerken
De hele spoorlijn is geëlektrificeerd met 3 kV gelijkstroom.
De spoorlijn is dubbelsporig uitgevoerd en de maximumsnelheid bedraagt 160 km/u. Op bepaalde plaatsen is er een beperking tot 140 km/u.
Bij Oostende was het een periode mogelijk om op lijn 62 te komen. Deze lijn had voor station Oostende-Stad een aftakking die via de Vindictivelaan tot op de Visserkaai liep. Bovendien is er na station Stad een spoor geweest tot in de haven, boven het huidige station.

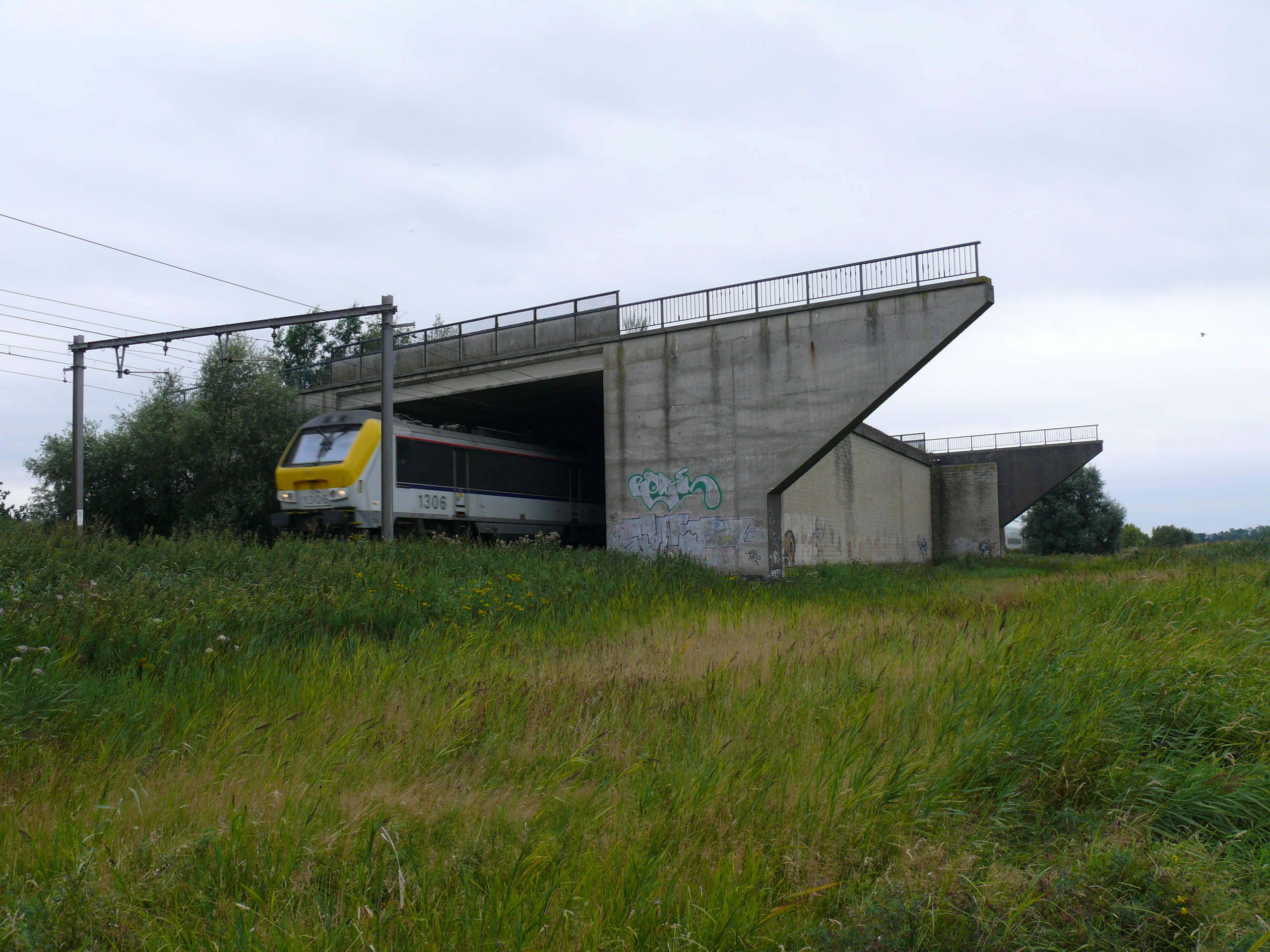
De Spookbrug van Varsenare in spoorlijn 50A (inmiddels gesloopt)

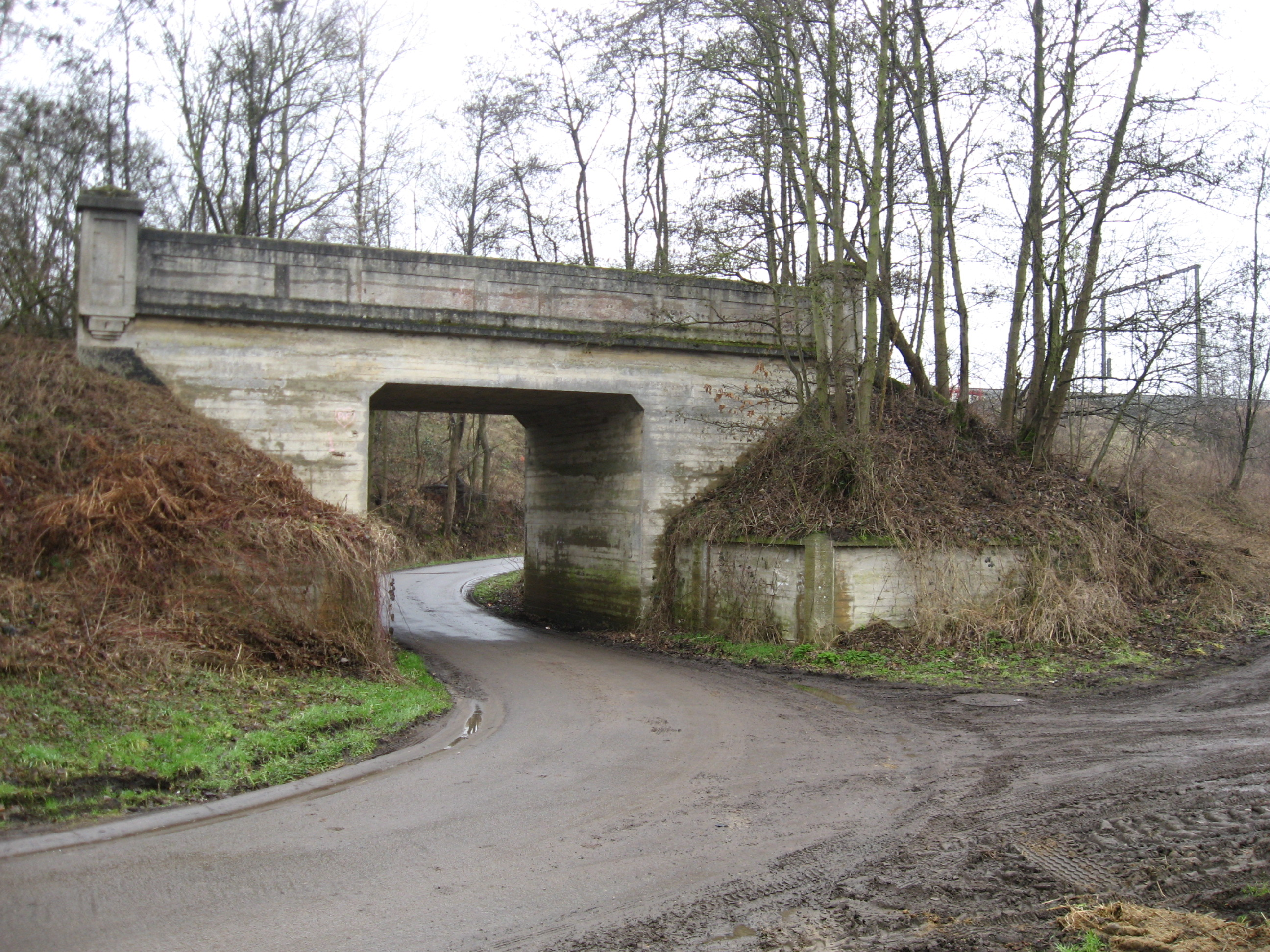
Opgebroken rechtstreekse aansluiting lijnen 50 en 50A bij Essene-Lombeek

## Verdubbelingen

### Brussel - Gent
In het kader van het Gewestelijk ExpresNet (GEN) is het hele traject van de aansluiting bij Y Klein-Eiland tot de aansluiting naar Denderleeuw (vertakking Lombeek) viersporig. De buitensporen worden voor het lokaal verkeer gebruikt. Er is een halte met op wandelafstand een metroaansluiting langs het traject: Station Anderlecht. Het Vlaams Gewest heeft een halte bij Schepdaal aangevraagd. Dit werd bestudeerd door de NMBS, maar werd voorlopig niet aanvaard omdat het niet rendabel is.
De twee nieuwe sporen (buitenste "langzame" sporen, lijn 50C) werden in januari 2016 in gebruik genomen. Tegelijk werden de twee oude sporen buiten dienst gesteld; deze worden gesaneerd en gemoderniseerd. Op 28 november 2018 werden de vier sporen in dienst genomen.
Op 15 juni 2020 werd de aansluiting richting Station Brussel-Zuid in dienst genomen, hierdoor is het volledige stuk tussen Brussel-Zuid en Y Sint-Katherina-Lombeek op 4 sporen gebracht. Infrabel investeerde hiervoor 15 miljoen euro. Dit was tevens ook het laatste project van het Gewestelijk ExpresNet aan Vlaamse kant.
Op 13 december opende het Station Anderlecht zijn deuren. Hiermee zijn alle werken op dit traject voltooid.
Volgens de laatste uitgave van Infrabels technische netbrochure (bijlage E-1 "Afstanden tussen stations en knooppunten") krijgt spoorlijn 50A/2 Y Sint-Katherina-Lombeek – Denderleeuw een nieuwe naam: namelijk gaat nu lijn 50C tot aan Denderleeuw volgens wat was tot nog toe als spoorweg 50A/2 bekend stond.
De aansluitingen aan de uiteinden van het viersporig traject zijn al ongelijkvloers.

### Gent - Brugge

#### Spoorlijn 50D
Spoorlijn 50D zijn de sporen (het zogenaamde derde en vierde spoor) aan weerszijden van lijn 50A tussen Gent (Y Assels) en Brugge.

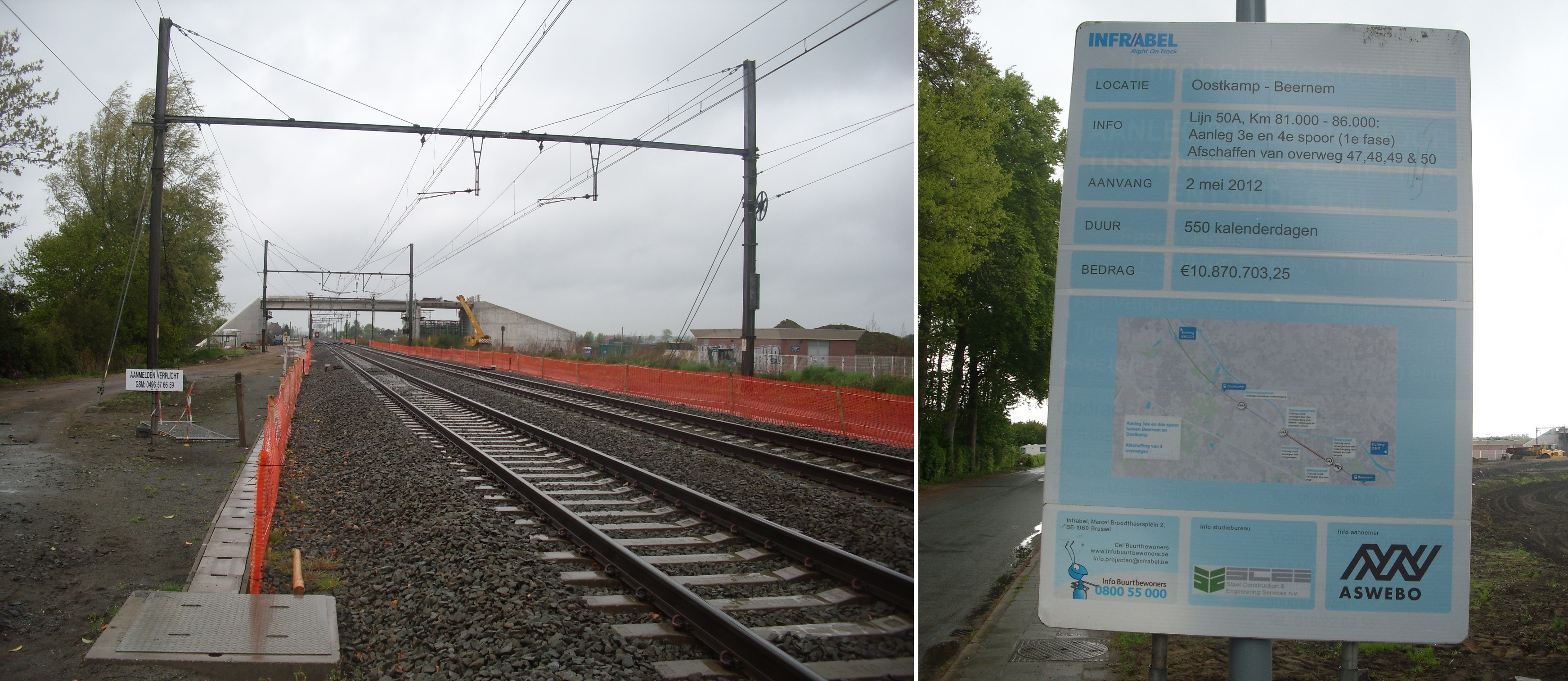
De nieuwe brug in opbouw, tussen Beernem en Oostkamp

Tussen Gent en Brugge is men sinds 1994 bezig met de verdubbeling van het aantal sporen (van 2 naar 4). De eerste fase was de aanbouw van nieuwe bruggen ter hoogte van Landegem. Tegelijk werden alle overwegen afgeschaft en vervangen door bruggen of tunnels.
De inritten tot het station Gent-Sint-Pieters zijn door Infrabel aangepast. In 2006 werd de Blaarmeersenbrug over de Ringvaart aan de buitenkant aangevuld met twee bruggen waardoor daar 4 sporen kwamen. Door het bouwen van een spoorviaduct van lijn 50A over het zuidelijkste spoor voor de trage lokale treinen en goederentreinen, (van lijn 50A/6, aansluitend aan de noordkant van Gent-Sint-Pieters aan lijn 50E, verdubbeling van lijn 50 vanaf Y Melle-West), hoeven de binnenste twee sporen, bedoeld voor snelle IC-treinen, niet gelijkgronds te kruisen bij het binnenrijden van het station.
Sinds 1994 zijn er twee extra sporen aangelegd in Landegem en in Aalter.
Sinds 2010 al werkt Infrabel aan de verdubbeling van het aantal sporen tussen Beernem en Oostkamp.
In 2014 zijn de grondwerken voor de extra sporen tussen Gent en de viersporigheid bij Landegem gereed en volgens de Technische Netkaart versie 01/01/2023 zijn ze in gebruik. De lijn is ook verdubbeld (lijn 50D) van Y Stuivenberg (tussen Beernem en Oostkamp) tot Brugge.
In 2020 waren die sporen in gebruik vanaf Gent tot en met Landegem onder lijnnummer 50A/6, en in Aalter, en in aanbouw tussen Aalter en Brugge. Volgens de Technische Netkaart was op 1/1/2023 spoorlijn 50D in gebruik van Y Stuivenberg (tussen Beernem en Oostkamp) tot Brugge.
Op 13 april 2024 is het derde, noordelijke spoor van Oostkamp naar Aalter in dienst genomen.
Als laatste fase wordt het traject Beernem - Landegem op vier sporen gebracht.
De geplande afwerking is in 2027.
Na volledige afwerking zal spoorlijn 50D  worden gebruikt door de L-trein (Mechelen - Dendermonde -) Gent-Sint-Pieters - Brugge - Zeebrugge-Dorp/Zeebrugge-Strand, de trage P-treinen Brugge - Aalter - Gent-Sint-Pieters en het goederenvervoer van/naar de haven van Zeebrugge.

### Station Anderlecht
Ook is er voor het eerst een halte voor stoptreinen gebouwd op deze snelle spoorlijn Gent - Brussel, namelijk in Anderlecht op de spoorwegbrug van de Bergensesteenweg. Dit station Anderlecht kadert in het Brusselse Gewestelijk ExpresNet. Het station wordt sinds december 2020 dagelijks aangedaan door de S3-verbinding Zottegem-Dendermonde en in het weekend de S3-verbinding Zottegem-Schaarbeek.

### Noodzaak
Hoewel dit project miljarden euro's kost, zijn deze grote infrastructuurwerken nodig wegens het toenemende reizigers- en goederenverkeer op de lijn. De lijn (zeker het traject Brugge - Gent) is een aanvoerlijn voor de haven van Brugge-Zeebrugge, waardoor veel goederentreinen op de lijn rijden. Als belangrijkste lijn tussen de kust, West-Vlaanderen en Oost-Vlaanderen en het binnenland maken ook veel reizigers van de lijn gebruik. De verwachting is dat het aantal reizigers en de hoeveelheid goederen in de volgende jaren nog zal stijgen.
Hierdoor moeten zowel de snelle IC-treinen, trage lokale treinen als trage goederentreinen gebruikmaken van deze spoorlijn. Hierdoor is de rittijd lang en komen veel vertragingen voor. Door de lijn op vier sporen te brengen, kan het verkeer gesplitst worden. De trage lokale treinen en goederentreinen rijden op de buitenste sporen, de snelle IC's rijden op de middelste.

#### Snelheid
Volgens MER-documenten uit 2012 was het toen de bedoeling op de middelste sporen op termijn 200 km/h te rijden. Door latere perronvernieuwingen en het gebrek aan ruimte in station Aalter is het echter niet mogelijk om de middelste sporen daar ver genoeg van elkaar te leggen voor die hoge snelheid.
Bovendien werden tijdens de verdubbeling wissels gelegd met maximumsnelheid 160 km/u, die daar voor zo'n 30 jaar de snelheid beperken.

## Treindiensten
De NMBS verzorgt het personenvervoer met IC, L-, Piekuur- en ICT-treinen.
| Serie       | Treinsoort            | Route | Bijzonderheden |
| ----------- | --------------------- | --- | --- |
| IC 01       | Intercity (NMBS)      | Eupen – Luik-Guillemins – Brussel-Zuid – Gent-Sint-Pieters – Brugge – Oostende                                              | |
| IC 03       | Intercity (NMBS)      | Genk – Leuven – Brussel-Zuid – Gent-Sint-Pieters – Brugge – Blankenberge                                                    | |
| IC 12       | Intercity (NMBS)      | [ Oostende – Brugge – ] Kortrijk – Gent-Sint-Pieters – Brussel-Zuid – Luik-Guillemins – Welkenraedt                         | Rijdt alleen op werkdagen. Eerste en laatste ritten van/naar Oostende.                                                                           |
| IC 23A      | Intercity (NMBS)      | Brussels Airport-Zaventem – Brussel-Zuid – Gent-Sint-Pieters – Brugge – Knokke                                              | |
| IC 32       | Intercity (NMBS)      | [ Oostende – ] Brugge – Lichtervelde – Kortrijk                                                                             | Tijdens de spits van/naar Oostende. |
| L 550       | L-trein (NMBS)        | Mechelen – Dendermonde – Gent-Sint-Pieters – Brugge – [ Zeebrugge-Strand ] / [ Zeebrugge-Dorp ]                             | Rijdt in het weekend tussen Zeebrugge-Strand - Gent-Sint-Pieters. Rijdt enkel in juli en augustus in de week tussen Zeebrugge-Strand - Mechelen. |
| ICT 6705    | Toeristentrein (NMBS) | Antwerpen-Centraal – Gent-Sint-Pieters – Brugge – Blankenberge                                                              | Rijdt in juli en augustus. |
| ICT 6710    | Toeristentrein (NMBS) | [ Neerpelt – ] / [ Turnhout – ] Herentals – Mechelen – Gent-Sint-Pieters – Brugge – Blankenberge                            | Rijdt in juli en augustus. |
| ICT 6800    | Toeristentrein (NMBS) | Tongeren – Hasselt – Brussel-Zuid – Gent-Sint-Pieters – Brugge – Oostende                                                   | Rijdt in juli en augustus. |
| ICT 6900    | Toeristentrein (NMBS) | Brussel-Noord – Brussel-Zuid – Gent-Sint-Pieters – De Panne                                                                 | Rijdt in juli en augustus. |
| P 7000/8000 | Piekuurtrein (NMBS)   | [ Oostende – Brugge – ] / [ De Panne – ] / [ Poperinge – Ieper – Kortrijk – ] Gent-Sint-Pieters – Brussel-Zuid – Schaarbeek | Twee treinen per dag per richting. Een trein op zondagavond vanaf De Panne.                                                                      |
| P 7010/8010 | Piekuurtrein (NMBS)   | [ Gent-Sint-Pieters – ] / [ Sint-Niklaas – Gent-Dampoort – ] Brussel-Zuid – Schaarbeek                                      | Rijdt alleen op werkdagen. Een trein vanaf Sint-Niklaas.                                                                                         |
| P 7050/8050 | Piekuurtrein (NMBS)   | Brugge – Gent-Sint-Pieters                                                                                                  | Rijdt alleen op werkdagen. |

## Spoorlijn 50C
Spoorlijn 50C zijn de sporen aan weerszijden van lijn 50A tussen Brussel-Zuid en Denderleeuw. De lijn is geopend in januari 2016. Op 13 december 2020 opende in het kader van het Gewestelijk Expresnet een nieuw station Anderlecht, de spoorlijn wordt gebruikt door alle treinverbindingen tussen Denderleeuw en Brussel-Zuid, de spoorlijn begint aan Station Denderleeuw en gaat via Station Liedekerke en Station Anderlecht naar Brussel-Zuid.

### Sinds 13 december 2021
| Serie | Verbinding                                                                                            | Bijzonderheden                              |
| ----- | --- | ------------------------------------------- |
| S 3   | Zottegem - Brussel - Dendermonde                                                                      | Rijdt enkel op werkdagen                    |
| S 3   | Zottegem - Brussel - Schaarbeek                                                                       | Rijdt enkel tijdens het weekend             |
| S 8   | Zottegem - Brussel - Ottignies - Louvain-La-Neuve                                                     | Rijdt enkel op werkdagen                    |
| IC 13 | Kortrijk - Zottegem - Brussel-Zuid - Schaarbeek                                                       | Rijdt enkel op werkdagen                    |
| IC 20 | Gent-Sint-Pieters - Aalst - Brussel-Zuid - Leuven - Hasselt - Tongeren                                | Rijdt enkel op werkdagen                    |
| IC 20 | Gent-Sint-Pieters - Aalst - Brussel-Zuid - Jette - Dendermonde - Lokeren                              | Rijdt enkel in het weekend                  |
| IC 23 | Oostende - Brugge - Lichtervelde - Kortrijk - Zottegem - Brussel - Brussels Airport-Zaventem          | Stopt in het weekend bijkomend in Munkzwalm |
| IC 29 | Gent-Sint-Pieters - Aalst - Brussel - Brussels Airport-Zaventem - Leuven - Landen                     | Rijdt enkel op werkdagen                    |
| IC 29 | De Panne - Deinze - Gent-Sint-Pieters - Aalst - Brussel - Brussels Airport-Zaventem - Leuven - Landen | Rijdt enkel in het weekend                  |
| P     | Gent-Sint-Pieters - Aalst - Denderleeuw - Brussel-Zuid - Schaarbeek                                   | Tijdens de (school)spits                    |

## Spoorlijn 50F
Lijn 50F is de parallelle verbindingslijn tussen het goederenstation Oostende-Zeehaven en Oostende. Deze dubbelsporige en geëlektrificeerde lijn wordt enkel gebruikt voor goederenvervoer naar de haven van Oostende en voor treinen die uitwijken naar het rangeerterrein van Oostende.

## Aansluitingen
In de volgende plaatsen is of was er een aansluiting op de volgende spoorlijnen:
Brussel-Zuid
Spoorlijn 0 tussen Brussel- Noord en Brussel-Zuid
Spoorlijn 28 tussen Brussel-Zuid en Schaarbeek
Spoorlijn 96 tussen Brussel-Zuid en Quévy-Grens / Feignies (F) grens
Spoorlijn 96A tussen Brussel-Zuid en Halle
Spoorlijn 96B tussen Brussel-Zuid en Vorst-Rijtuigen
Spoorlijn 96C tussen Brussel-Zuid en Bundel Gent
Spoorlijn 96D tussen Brussel-Zuid en Vorst-Rijtuigen
Spoorlijn 96N tussen Brussel-Zuid en Halle
Spoorlijn 124 Brussel-Zuid en Charleroi-Centraal
Y Klein-Eiland
Spoorlijn 50C tussen Y Klein Eiland en Denderleeuw
Y Sint-Katarina-Lombeek
Spoorlijn 50C tussen Y Klein Eiland en Denderleeuw
Gent-Sint-Pieters
Spoorlijn 50 tussen Brussel-Noord en Gent-Sint-Pieters
Spoorlijn 50E tussen Y Melle-West en Gent-Sint-Pieters
Spoorlijn 55 tussen Gent-Sint-Pieters en Terneuzen
Spoorlijn 75 tussen Gent-Sint-Pieters en Moeskroen
Y Stuivenberg
Spoorlijn 50D tussen Y Stuivenberg en Brugge
Brugge
Spoorlijn 50D tussen Y Stuivenberg en Brugge
Spoorlijn 51 tussen Brugge en Blankenberge
Spoorlijn 58 tussen Y Δ Oost Ledeberg en Brugge
Spoorlijn 66 tussen Brugge en Kortrijk
Oostende Zeehaven
Spoorlijn 50F tussen Oostende Zeehaven en Oostende
Spoorlijn 202A tussen Oostende Voorhaven en Plassendale industrie
Oostende
Spoorlijn 62 tussen Oostende en Torhout

## Verbindingssporen
50A/1: Brussel-Klein-Eiland - Y Brussel-Klein-Eiland (lijn 50A)
50A/2: Y Sint-Katarina-Lombeek (lijn 50A) - Liedekerke - Denderleeuw (is ondertussen een deel geworden van spoorlijn 50C)
50A/3: Denderleeuw - Y Welle (lijn 50A)
50A/4: Y Meulewijk (lijn 50A) - Y Melle (lijn 50, 122)
50A/5: Y Oostkamp (lijn 50A) - Brugge
50A/6: Gent-Sint-Pieters - Y Snepbrug (lijn 50A)
50A/7: Oostende-Zeehaven (lijn 50) - Oostende-Stad